# Melanochromis robustus
Melanochromis robustus е вид лъчеперка от семейство Цихлиди (Cichlidae).

## Разпространение
Видът е разпространен в Малави и Танзания.